# Paysage d'Hiver
I Paysage d'Hiver sono una band ambient black metal di Burgdorf, Canton Berna, Svizzera. Formatasi nel 1997, l'unico membro è Wintherr, alias di Tobias Möckl, che suona anche con i Darkspace con il nome Wroth. "Paysage d'Hiver" è un termine francese, che significa "paesaggio invernale"; in effetti, i testi delle canzoni affrontano principalmente l'inverno, l'oscurità e il concetto di proiezione astrale. Wintherr ha citato gli album di Burzum Hvis lyset tar oss e Filosofem, tra gli altri, come ispirazione per la sua musica. Tutto il materiale dei Paysage d'Hiver viene pubblicato attraverso la Kunsthall Produktionen, un'etichetta che Wintherr gestisce insieme a Nimosh della band Nordlicht.
Come descritto sul sito web della Kunsthall, tutte le uscite della band sono collegate, in quanto raccontano diversi pezzi di una storia che descrive un regno noto come "Paysage d'Hiver", da cui la band prende il nome.

## Stile musicale
La musica dei Paysage d'Hiver è nota per lo stile di produzione grezzo ed estremamente a bassa risoluzione, mentre musicalmente tende ad alternare, o addirittura combinare black metal e musica ambient.
Wintherr suona tutti gli strumenti e tende ad alternare la batteria dal vivo e quella programmata in base a ciò che secondo lui si adatta meglio alla musica che sta facendo. Anche lo stile di produzione è una decisione artistica deliberata di Möckl poiché stando a quanto dice l'artista "l'atmosfera è l'aspetto più importante. Quindi il suono è più un approccio artistico che altro. Questo tipo di suono mi apre davvero alle possibilità dell'immaginazione di quanto non farebbero strumenti dal suono chiaro".

## Discografia
Tutte le uscite dei Paysage d'Hiver prima dell'album del 2020, Im Wald, sono classificate dalla band come demo. Tutte le versioni successive al CD-R Steineiche furono originariamente pubblicate esclusivamente su cassetta e limitate a 200 copie ciascuna, ma furono successivamente ripubblicate su CD. Schattengang, Die Festung e Paysage d'Hiver sono stati anche pubblicati in vinile, ciascuno limitato a 300 copie.  Sulla natura altamente limitata delle versioni su cassetta e vinile, Wintherr ha dichiarato di considerarle "oggetti da collezione", con le versioni in CD che rendono più facile per un pubblico più ampio ascoltare la musica. 

### Album in studio
- Im Wald (2020)[7]
- Geister (2021)[8]
- Die Berge (2024)

### Demo
- Steineiche (1998)
- Schattengang (1998)
- Die Festung (1998)
- Kerker (1999)
- Paysage d'Hiver (1999)
- Kristall & Isa (2000)
- Winterkaelte (2001)
- Nacht (2004)
- Einsamkeit (2007)
- Das Tor (2013)

### EP
- Im Traum (2020)

### Singoli
- "Schnee IV" (2017)
- "Das Gletschertor" (2020), originally released in 2002
- "Das schwarze Metall-Eisen" (2020), originally released in 1998
- "Schwarzä Feus & Schwarzäs Isä" (2020), originally released in 2004
- "Im Winterwald" (2020)
- "Bluet" (2021)
- "Äschä" (2021)
- "Schtampfä" (2021)

### Split album
- Schnee / Das Winterreich (2003), split con Vinterriket
- Paysage d’Hiver / Lunar Aurora (2004), split con i Lunar Aurora
- Drudkh / Paysage d'Hiver (2017), split con i Drudkh
- Paysage d’Hiver / Nordlicht (2017), split con Nordlicht

### Raccolte
- Das Gletschertor / Das schwarze Metall-Eisen (2020)
- Schnee (2020)

### Apparizioni in raccolte
- "Schnee II" in Wurzelgeister (Ketzer Records, 2002)
- "Gletschertor" in D.S.T. – Deutsche Schwarze Tonträgerkunst (Westwall Produktion, 2002)
- "Gletschertor" (tonally improved version) in Schneesturm (Black Metal Mafia, 2003)

## Formazione
- Wintherr - voce, chitarre, basso, tastiere, batteria, drum programming, violino, campionamenti (1997-presente)